# Ambasciatori prussiani in Austria
L'ambasciatore prussiano in Austria era il primo rappresentante diplomatico della Prussia nell'Impero austriaco (già Sacro Romano Impero).
Le relazioni diplomatiche iniziarono ufficialmente nel 1746 e rimasero attive sino alla costituzione della Confederazione Germanica del nord nel 1867 e poi dell'Impero tedesco nel 1871 quando le funzioni passarono all'ambasciatore tedesco in Austria.

## Regno di Prussia
- 1746–1750: Otto Christoph von Podewils (1719–1781)
- 1750–1757: Joachim Wilhelm von Klinggräff (1692–1757)
- 1756: Christoph Heinrich von Ammon (1713–1783)

1757-1763: Interruzione delle relazioni diplomatiche a causa della Guerra dei Sette anni
- 1763–1772: Jakob Friedrich von Rohd (1703–1784)
- 1771–1773: Georg Ludwig von Edelsheim (1740–1814)

...
- 1790–1792: Constans Philipp Wilhelm von Jacobi-Klöst (1745–1817)
- 1793–1797: Girolamo Lucchesini (1751–1825)[1]
- 1797–1805: Christoph von Keller (1757–1827)[1]
- 1805–1807: Karl Christian von Brockhausen (1767–1829)[1]
- 1807–1810: Karl Friedrich Albrecht Finck von Finckenstein (1772–1811)[1]
- 1810–1815: Wilhelm von Humboldt (1767–1835)
- 1816–1822: Friedrich Wilhelm Ludwig von Krusemarck (1767–1822)
- 1822–1827: Franz Ludwig von Hatzfeldt (1756–1827)
- 1827–1833: Bogislaw von Maltzahn (1793–1833)
- 1833–1841: Mortimer von Maltzahn (1793–1843)
- 1841–1845: Karl von Canitz und Dallwitz (1787–1850)
- 1845–1848: Heinrich Friedrich von Arnim-Heinrichsdorff-Werbelow (1791–1859)
- 1848–1851: Albrecht von Bernstorff (1809–1873)
- 1851–1858: Heinrich Friedrich von Arnim-Heinrichsdorff-Werbelow (1791–1859)
- 1859–1867: Karl von Werther (1809–1894)

1867: Chiusura dell'ambasciata